# Catalina de Bulgaria
Catalina de Bulgaria (nacida a comienzos del siglo XI y fallecida después del año 1059) fue emperatriz bizantina consorte por su matrimonio con Isaac I Comneno y corregente del imperio con Constantino X Ducas durante un corto periodo tras la abdicación de su marido el año 1059. Era hija de Iván Vladislav y de su esposa María.
Catalina tuvo que salir de Bulgaria hacia Constantinopla el año 1018. Su padre, zar de Bulgaria, mantenía una guerra interminable contra el Imperio bizantino, dirigida por su emperador, Basilio II. Tras la derrota del ejército búlgaro y de la muerte del zar, el reino cayó y la familia de Catalina fue capturada por los bizantinos. Catalina llegó a Kastoriá (actual Grecia) como cautiva y se le ofreció a Basilio II junto con los demás miembros de su familia el 1019. Fue bien tratada por el emperador, que le dio a ella ya los demás miembros de su familia, títulos honoríficos.
Se casó con Isaac, hijo de Manuel Comneno, oficial del emperador Basilio II, quien en su lecho de muerte había encomendado a sus dos hijos, Isaac y Juan, al emperador. Este se había encargado de que los dos recibiesen una esmerada educación en el monasterio de Studion; más adelante, les dio importantes cargos en el ejército. En 1057 Isaac era el comandante en jefe del ejército bizantino, y encabezó una rebelión contra el emperador Miguel VI. El 8 de junio de ese año fue proclamado emperador por sus tropas y elevado sobre un escudo, según la antigua tradición militar. El 20 de agosto de ese mismo año derrotó a las tropas de Miguel VI, y el 1 de septiembre entró triunfante en Constantinopla, siendo coronado por el Patriarca en Santa Sofía y Catalina nombrada Augusta. 
Poco duró el reinado de Isaac I, que abdicó del trono el 22 de noviembre de 1059 y se retiró al monasterio de Studion, donde tomó hábitos y pasó el resto de su vida, hasta que murió a finales del 1060 o el 1061. Tras la abdicación de su marido, parece que reinó durante un tiempo con Constantino X, pero finalmente se retiró a un monasterio de Myrelaion.
Catalina tuvo al menos dos hijos con Isaac:
- Manuel Comneno, nacido hacia el 1030 y muerto entre 1042 y 1057. Probablemente era lo que es mencionado como "hijo de Comneno", comprometido con la hija del protospatario Helios.
- María Comneno, nacida hacia el 1034. Miguel Psellos la menciona, y dice que restó soltera y se retiró con su madre a Myrelaion.[1][2]